# Giovanni Battista Gardoncini
Giovanni Battista Gardoncini (Inzino, 10 dicembre 1895 – Torino, 12 ottobre 1944) è stato un operaio italiano e comandante partigiano nelle valli di Lanzo, fucilato insieme a otto compagni a Torino, Medaglia d'oro al valor militare alla memoria.

## Biografia
Battista Gardoncini era nato in un piccolissimo comune della Val Trompia e agli inizi del '900 si era trasferito con la famiglia a Torino, dove compì gli studi elementari, fu apprendista operaio e quindi operaio meccanico.
Entrato prestissimo in contatto con il movimento socialista, subì i primi arresti. Aveva infatti aderito al partito comunista fin dalla fondazione, era stato tra i difensori delle case del popolo dalle squadre fasciste e guardia de L'Ordine Nuovo, organo del partito.
Dopo la vittoria del fascismo continuò a essere vigilato fino al 1935, quando abbandonò la fabbrica per aprire, con l'aiuto dei parenti, una piccola officina dove poteva lavorare senza troppi controlli.
Durante la guerra svolse un'attiva propaganda contro il fascismo e nel dicembre del 1941 fu arrestato e deferito al tribunale speciale con l'accusa di avere diffuso volantini contro la guerra. Era in effetti colpevole, ma fu assolto dopo sette mesi di carcere, poiché nei suoi confronti non furono trovate prove materiali.
Tornato in libertà, fu tra gli organizzatori degli scioperi del 1943, e la sua casa e l'officina divennero centri di propaganda e di organizzazione. Dopo l'8 settembre, ricercato dalla polizia tedesca, riuscì a fuggire e cercò rifugio nelle valli di Lanzo, dove entrò in contatto con alcuni sbandati e si dedicò alla organizzazione delle prime formazioni partigiane.
Tedeschi e fascisti lo conoscevano bene e non sentì neppure il bisogno di scegliersi un nome di battaglia. In breve tempo, grazie all'esperienza maturata nella sua attività antifascista e ai solidi legami con l'organizzazione clandestina comunista, divenne il comandante delle formazioni garibaldine nelle valli.
Così scriveva alla moglie il 12 aprile 1944:
(Giovanni Battista Gardoncini)
Nell'estate del 1944, dopo aspri combattimenti, i garibaldini riuscirono a respingere tedeschi e fascisti dall'alta valle e a prenderne il controllo. Furono nominati commissari civili, che dovettero affrontare subito l'emergenza dei rifornimenti, bloccati in pianura dal nemico. Si costituirono giunte amministrate da civili, si calmierarono i prezzi dei generi di prima necessità, si riscossero le tasse, si istituirono tribunali, si stampò un giornale, Scarpe Rotte.
Sulla linea ferroviaria Torino-Ceres, all'altezza di Pessinetto, saliva la polizia partigiana per controllare i documenti dei viaggiatori. Nonostante le difficoltà e gli inevitabili errori, in quei mesi le valli di Lanzo furono una piccola repubblica partigiana nell'Italia occupata. Una repubblica alla quale Battista, infaticabile, dette un contributo importante, parlando con la popolazione, spiegando, convincendo gli esitanti. A tutti assicurava che il giorno della insurrezione non era lontano. "Sabato - diceva sempre - saremo a Torino". 
Ma non poteva durare e non durò. A settembre la controffensiva di tedeschi e fascisti fu violentissima, e nei rastrellamenti Battista fu catturato nei pressi di Balme insieme a un compagno.
Sapeva di essere condannato, anche perché il comando tedesco rifiutò tutti gli scambi di prigionieri. Alla moglie Teresa, che riuscì a incontrarlo per pochi minuti, spiegò che aveva fatto tutto il suo dovere. "Se anche dovrò morire - disse - morirò con dignità".
Battista fu trasferito alle carceri Nuove di Torino. Prelevato una prima volta per essere fucilato a Venaria, venne risparmiato perché i tedeschi trovarono sul posto altre vittime da sacrificare. Il 12 ottobre non ci fu rinvio. Con altri otto fu fucilato in via Cibrario, come rappresaglia per il ferimento di alcuni militari tedeschi a causa dell'esplosione di una bomba a mano, probabilmente fortuita, nel vicino albergo Tre Re. In seguito alla sua esecuzione il comando piemontese garibaldino diede ordine alle brigate dipendenti di fucilare tutti prigionieri presenti nei campi partigiani. Fu così che circa centoventi tra fascisti, tedeschi e civili vennero eliminati.
In città l'impressione per la loro morte fu immensa, e imponenti furono i funerali, malgrado l'occupazione tedesca.

### Odonomastica
Due vie, a Torino e a Brescia, sono state intitolate a Giovanni Battista Gardoncini. A Gardone Val Trompia, di cui nel frattempo Inzino è diventata una frazione, gli è stato dedicato un piazzale con una lapide. Un'altra lapide sorge a Torino in via Cibrario, sul luogo dell'esecuzione.